# Preondactylus buffarinii
Il preondattilo (Preondactylus buffarinii) è un rettile volante estinto, appartenente agli pterosauri. Visse nel Triassico superiore (circa 228 milioni di anni fa) e i suoi resti fossili sono stati ritrovati in Italia, in provincia di Udine (comune di Preone). È considerato lo pterosauro più primitivo, e uno dei più antichi.

## Descrizione
Di piccole dimensioni, questo pterosauro non doveva superare l'apertura alare di 50 centimetri. Il cranio era piuttosto corto e dotato di una quantità di denti aguzzi e appuntiti, di forma conica. Le ali erano particolarmente corte rispetto a quelle degli altri pterosauri, anche se possedevano una struttura che già permetteva all'animale di volare compiutamente. Le zampe posteriori erano piuttosto lunghe, così come la coda.

## Fossili

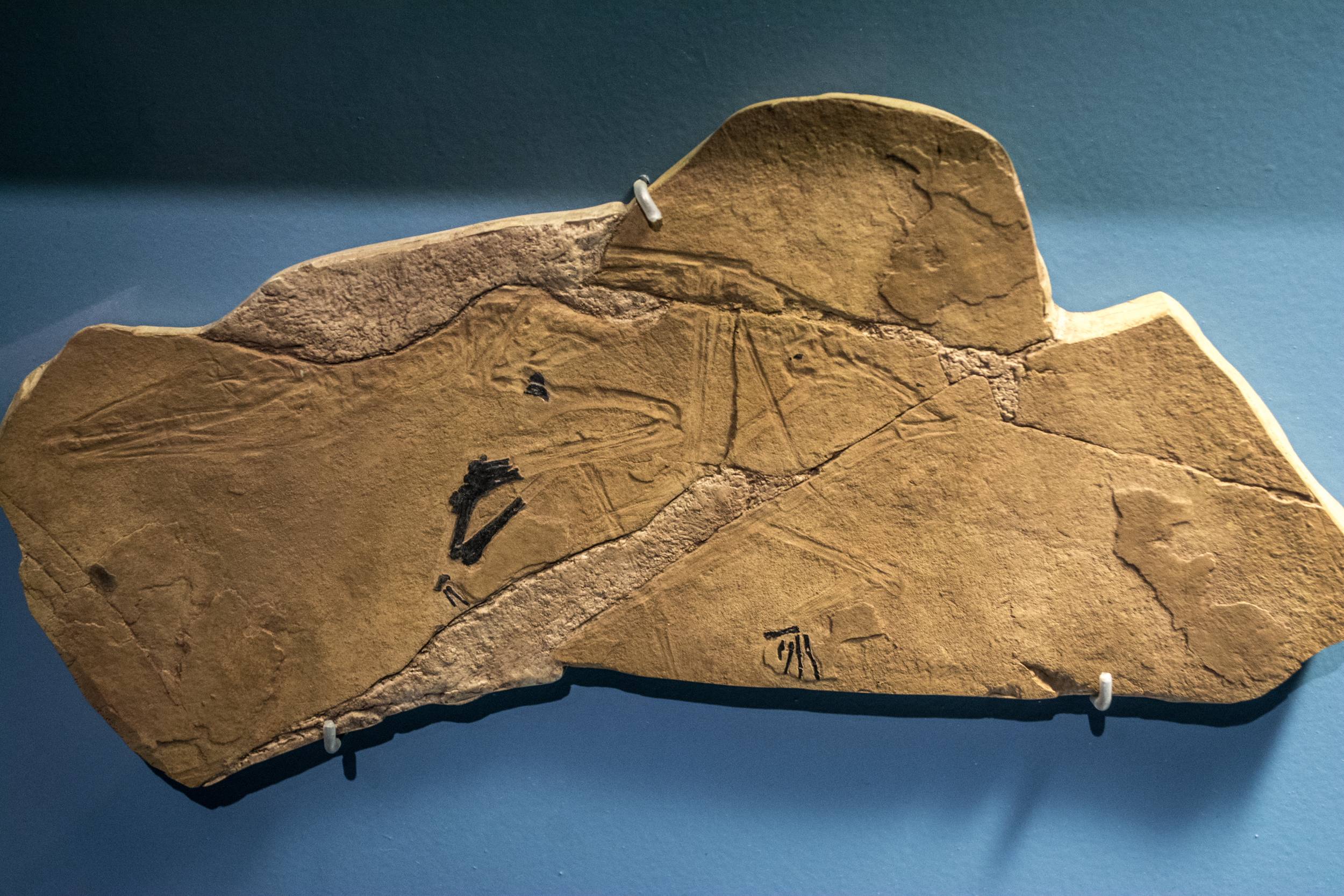
Calco dell'olotipo MFSN-1891 rinvenuto nella dolomia di Forni

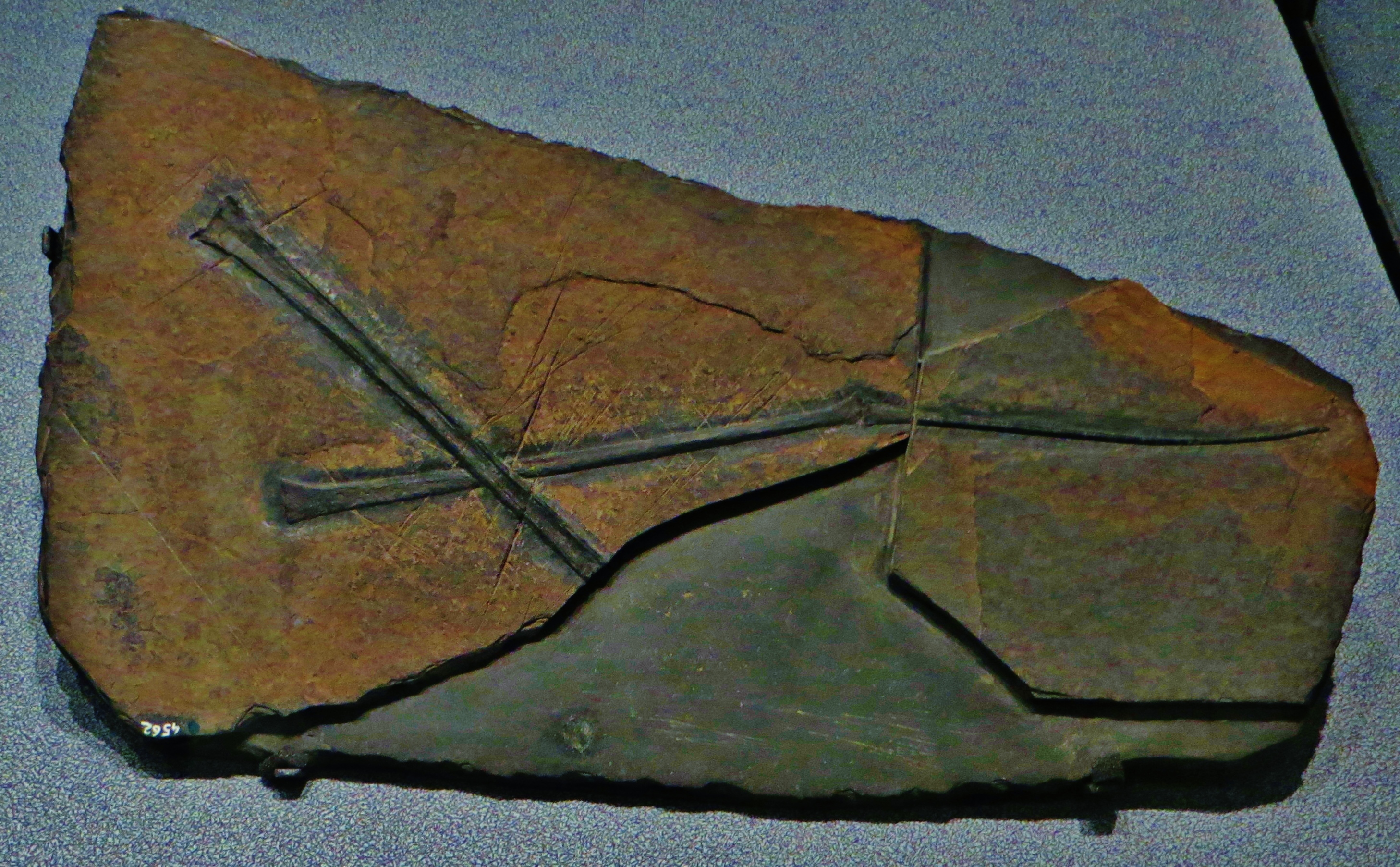
Ossa di un'ala attribuite a Preondactylus buffarinii, rinvenuta a Zogno nel calcare di Zorzino

I fossili sono stati scoperti per la prima volta da Nando Buffarini nel 1982, in una marna in Val di Preone. Al momento di estrarre la sottile lastra dov'era contenuto il fossile dalla roccia circostante, il pezzo si frantumò e fu quindi necessario ricomporlo; Buffarini e sua moglie, in seguito, cercarono di ripulire lo scheletro ma, così facendo venne rimosso accidentalmente anche lo scheletro stesso, che andò perduto. Tutto ciò che rimane è un'impronta delle ossa (oltre a una piccola parte di scheletro della zampa anteriore ancora intatta), dalla quale è stato possibile effettuare un calco tridimensionale dello scheletro completo, mancante solo della parte posteriore del cranio. Questo esemplare è l'olotipo, MFSN-1891.
Un secondo esemplare, MFSN-1770, è stato ritrovato nella stessa zona nel 1984  conservato sotto forma di ossa disarticolate e mischiate. Sembra che questo esemplare sia stato inghiottito da un pesce predatore, che in seguito ne ha rigurgitato le parti indigeste. Un terzo fossile, MFSN 25161, è rappresentato da un cranio parziale senza mandibole.

## Classificazione
Descritto scientificamente nel 1984 da Rupert Wild, il preondattilo è stato inizialmente considerato un rappresentante della famiglia dei ranforinchidi (Rhamphorhynchidae), che include varie forme di pterosauri del Giurassico, come Dorygnathus e Rhamphorhynchus. Successivamente, però, i paleontologi riconobbero i caratteri eccezionalmente primitivi di questa forma, e David Unwin lo considerò lo pterosauro più primitivo. Altre analisi cladistiche, tuttavia, non concordano con queste conclusioni.

## Stile di vita
Il preondattilo doveva essere un piccolo predatore, che probabilmente si cibava di insetti o altri invertebrati. Alcuni studiosi pensano che questo animale potesse anche predare pesci di piccole dimensioni. Probabilmente era un animale arboricolo. Altri pterosauri vissuti nello stesso periodo in Italia settentrionale sono Eudimorphodon e Peteinosaurus.